# Matija Malešič (pisatelj)
Matija Malešič, slovenski pisatelj in pravnik, * 30. oktober, 1891, Črnomelj, † 25. junij, 1940, Škofja Loka.
Malešič je študiral pravo na Dunaju in Zagrebu. Po končanem študiju je bil državni uradnik v raznih slovenskih mestih in v Banjaluki, nazadnje pa je bil okrajni glavar v Škofji Loki.
Pod psevdonimom Stanko Bor je v raznih revijah objavljal povesti in novele. Pisal je čustveno razgibane povesti z ljubezensko, oziroma narodnogospodarsko tematiko iz meščanskega in podeželskega življenja.

## Dela
- Kruh (izšlo leta 1927)
- Tam za goro (1927)
- Živa voda (1928)
- Izobčenci (1933)
- V zelenem polju roža (1942)[2]